# Associazione Calcio Reggiana 1949-1950
Questa voce raccoglie le informazioni riguardanti l'Associazione Calcio Reggiana nelle competizioni ufficiali della stagione 1949-1950.

## La stagione
Arriva dal Milan il nuovo allenatore e giocatore Bepi Antonini, che resterà fino al 1952. Si punta sui giovani. Il terzino Giaroli viene ceduto al Palermo, mentre Carlo Benelli appende le scarpe al chiodo (diverrà proprietario di un'agenzia di giornali). Martinelli abbandona e portiere titolare è Paolo Manfredini.
Tra i nuovi acquisti il centravanti Scagliarini, poi Biagi, Marchetti, Bacchiarini, Dal Bon, Baruzzi, tutti dalle serie minori, mentre dal Parma arriva a Reggio il reggiano Titti Montanari. Inizio negativo poi, il nuovo derby, quello col Modena del 16 ottobre 1949, finito zero a zero, porta sulle scalee del Mirabello addirittura 14.000 persone, strette come sardine. È record. Scagliarini sconfigge la Spal al Mirabello il 13 novembre, poi è doppio trionfo al Sud (vittorie a Catania e a Taranto) e la squadra viene accolta in stazione dalla banda e ricevuta dal sindaco Cesare Campioli. Viene composto anche un inno.
Il Mirabello viene però squalificato per intemperanze del pubblico in occasione della gara con la Spal del 13 novembre 1949 e a Cremona la Reggiana, seguita dai tifosi con un treno speciale, pareggia 2 a 2 col Napoli. A Brescia la Reggiana è trafitta per 6 a 1.Bene in casa con Pisa e Verona, male in trasferta a Siracusa e Salerno. A Udine si gioca a pallate di neve e la Reggiana esce sconfitta. Poi ancora sconfitte e solo qualche pareggio. Crolla la classifica e anche il muro del Mirabello. Sembra in arrivo la Serie C, ma all'ultima giornata la vittoria con la Salernitana e le contemporanee sconfitte dell'Alessandria e dell'Empoli regalano alla Reggiana un'insperata salvezza. In A vanno Napoli e Udinese, in C retrocedono Alessandria, Empoli, Taranto, Prato e Pro Sesto.

## Divise
| Prima divisa | Seconda divisa |

## Rosa
| N. |                   | Ruolo | Calciatore        |
| -- | ----------------- | ----- | ----------------- |
|    | Italia (bandiera) | A     | Giuseppe Antonini |
|    | Italia (bandiera) | D     | Carlo Baccarini   |
|    | Italia (bandiera) | A     | Alberto Baruzzi   |
|    | Italia (bandiera) | C     | Arturo Biagi      |
|    | Italia (bandiera) | A     | Bruno Borri       |
|    | Italia (bandiera) | C     | Gino Corradini    |
|    | Italia (bandiera) | A     | Bruno Dal Bon     |
|    | Italia (bandiera) | C     | Giancarlo Forlani |
|    | Italia (bandiera) | C     | Luigi Ganassi     |
|    | Italia (bandiera) | C     | Antonio Ivaldi    |

| N. |                   | Ruolo | Calciatore          |
| -- | ----------------- | ----- | ------------------- |
|    | Italia (bandiera) | A     | Moreno Jacopini     |
|    | Italia (bandiera) | P     | Paolo Manfredini    |
|    | Italia (bandiera) | C     | Luciano Marchetti   |
|    | Italia (bandiera) | P     | Livio Martinelli    |
|    | Italia (bandiera) | C     | Giovanni Menozzi    |
|    | Italia (bandiera) | D     | Adile Montanari     |
|    | Italia (bandiera) | C     | Athos Panciroli     |
|    | Italia (bandiera) | D     | Ivo Pesaresi        |
|    | Italia (bandiera) | D     | Luigi Saccani       |
|    | Italia (bandiera) | A     | Gustavo Scagliarini |

## Risultati

### Serie B

#### Girone di andata
| Arbitro: | Savio (Torino) |

|  |           |                                          |
|  | Marcatori | 3’, 60’ Darin 11’ Rosso 77’ Perissinotto |

| Arbitro: | Matucci (Seregno) |

|                                  |           |            |
| Muci 1’ Santagiuliana 12’ (rig.) | Marcatori | 37’ Dl Bon |

| Arbitro: | Casini (Palermo) |

|                                       |           |              |
| Biagi 64’ Scagliarini 69’ Dal Bon 80’ | Marcatori | 7’ Rawcliffe |

| Arbitro: | Coppolone (Bari) |

|           |           |  |
| Zorgo 83’ | Marcatori |  |

| Arbitro: | Pizzato (Mestre) |

|                       |           |                             |
| Barera 60’ Masoni 80’ | Marcatori | 24’ Scagliarini 90’ Saccani |

| Reggio Emilia 16 ottobre 1949 6ª giornata | Reggiana       | 0 – 0 | Modena | Stadio Mirabello\| Arbitro: \| Pera (Firenze) \| |
| Arbitro:                                  | Pera (Firenze) |       |        |                                                  |

| Arbitro: | Scotto (Savona) |

|             |           |              |
| Dal Bon 55’ | Marcatori | 28’ Manzardo |

| Arbitro: | Canavesio (Torino) |

|                         |           |                 |
| Dalcerri 15’ Cesari 36’ | Marcatori | 39’ Scagliarini |

| Arbitro: | Guarda (Mestre) |

|            |           |  |
| Bragoni 3’ | Marcatori |  |

| Arbitro: | Valsecchi (Milano) |

|                 |           |  |
| Scagliarini 86’ | Marcatori |  |

| Arbitro: | Matteucci (Roma) |

|                        |           |                                    |
| Suozzi 21’ Scimone 56’ | Marcatori | 27’ Antonini 30’, 70’, 88’ Baruzzi |

| Arbitro: | Massai (Pisa) |

|              |           |                                      |
| Di Fonte 68’ | Marcatori | 5’ Panciroli 20’ Ganassi 44’ Dal Bon |

| Arbitro: | Orlandini (Roma) |

|                         |           |                           |
| Forlani 48’ Baruzzi 86’ | Marcatori | 4’ De Andreis 17’ Astorri |

| Arbitro: | Pizzato (Mestre) |

|                                       |           |  |
| Scagliarini 25’, 36’, 71’ Baruzzi 74’ | Marcatori |  |

| Arbitro: | Zambotto (Padova) |

|                                                             |           |             |
| Colosio 5’, 73’ Simatoc 16’ Zambelli 50’ Bacchetti 66’, 83’ | Marcatori | 62’ Forlani |

| Arbitro: | Canavesio (Torino) |

|  |           |                          |
|  | Marcatori | 24’ Catalano 86’ Orlando |

| Arbitro: | Maurelli (Roma) |

|                            |           |          |
| Pesaresi 51’ Panciroli 74’ | Marcatori | 72’ Loni |

| Arbitro: | Mosca (Napoli) |

|              |           |  |
| Cavaleri 28’ | Marcatori |  |

| Arbitro: | Arpaia (Roma) |

|                                         |           |             |
| Scagliarini 11’ Ganassi 23’ Baruzzi 72’ | Marcatori | 56’ Tvellin |

| Arbitro: | Casini (Palermo) |

|                 |           |                |
| Scagliarini 33’ | Marcatori | 42’ Bortoletto |

| Arbitro: | Pizzato (Mestre) |

|                                   |           |  |
| Giorgetti 3’ Scopigno I 6’ (rig.) | Marcatori |  |

#### Girone di ritorno
| Arbitro: | Buratti (Milano) |

|                                         |           |  |
| Zorzi I 6’ (rig.) 20’ (rig.) Farina 76’ | Marcatori |  |

| Arbitro: | Coppolone (Bari) |

|  |           |               |
|  | Marcatori | 29’ Quaresima |

| Arbitro: | Bernardi (Savona) |

|                                                    |           |           |
| Rawcliffe 26’ (rig.) 51’ Bussetti 35’ Soffrido 79’ | Marcatori | 61’ Biagi |

| Arbitro: | Cicardi (Lecco) |

|                           |           |                        |
| Biagi 44’ Scagliarini 57’ | Marcatori | 43’ Michelini 67’ Toso |

| Arbitro: | Capucci (Roma) |

|                                       |           |               |
| Ganassi 18’ Biagi 44’ Scagliarini 84’ | Marcatori | 85’ Paulinich |

| Arbitro: | Corallo (Lecce) |

|             |           |  |
| Manenti 25’ | Marcatori |  |

| Arbitro: | Pizzato (Mestre) |

|                          |           |              |
| Molina 44’ Puricelli 75’ | Marcatori | 35’ Antonini |

| Arbitro: | Maurelli (Roma) |

|  |           |              |
|  | Marcatori | 80’ Dalcerri |

| Arbitro: | Righi (Milano) |

|           |           |  |
| Biagi 26’ | Marcatori |  |

| Ferrara 9 aprile 1950 31ª giornata | SPAL              | 0 – 0 | Reggiana | Stadio Comunale\| Arbitro: \| Bernardi (Savona) \| |
| Arbitro:                           | Bernardi (Savona) |       |          |                                                    |

| Arbitro: | Cambi (Livorno) |

|  |           |                  |
|  | Marcatori | 17’ (aut.) Borri |

| Arbitro: | Campanati (Milano) |

|                                      |           |           |
| Scagliarini 4’, 17’, 44’ Forlani 50’ | Marcatori | 65’ Luzzi |

| Arbitro: | Boffardi (Genova) |

|                                      |           |                 |
| Morgia 4’ Suprina 26’ De Andreis 50’ | Marcatori | 70’ Scagliarini |

| Arbitro: | Bernardi (Savona) |

|           |           |                         |
| Corti 79’ | Marcatori | 27’ Dal Bon 78’ Forlani |

| Arbitro: | Cappucci (Roma) |

|                                       |           |                         |
| Biagi 16’ Ganassi 39’ Scagliarini 64’ | Marcatori | 47’, 53’ (rig.) Bertoni |

| Arbitro: | Savio (Torino) |

|  |           |                               |
|  | Marcatori | 39’ Corradini 59’ Scagliarini |

| Arbitro: | Matucci (Seregno) |

|                                 |           |  |
| Trapanelli 5’, 53’ Grillone 30’ | Marcatori |  |

| Arbitro: | Tibaldi (Savona) |

|                                                      |           |               |
| Corradini 5’ Forlani 36’, 39’ Scagliarini 58’ (rig.) | Marcatori | 61’ Micheloni |

| Arbitro: | Canavesio (Torino) |

|                     |           |           |
| Sega 9’ Tessaro 77’ | Marcatori | 14’ Biagi |

| Arbitro: | Bergomi (Milano) |

|                              |           |          |
| Pallavicini 50’ Calichio 70’ | Marcatori | 9’ Biagi |

| Arbitro: | Orlandini (Roma) |

|              |           |  |
| Corradini 3’ | Marcatori |  |

## Statistiche

### Statistiche di squadra
| Competizione | Punti | In casa | In casa | In casa | In casa | In casa | In casa | In trasferta | In trasferta | In trasferta | In trasferta | In trasferta | In trasferta | Totale | Totale | Totale | Totale | Totale | Totale | DR |
| Competizione | Punti | G       | V       | N       | P       | Gf      | Gs      | G            | V            | N            | P            | Gf           | Gs           | G      | V      | N      | P      | Gf     | Gs     | DR |
| ------------ | ----- | ------- | ------- | ------- | ------- | ------- | ------- | ------------ | ------------ | ------------ | ------------ | ------------ | ------------ | ------ | ------ | ------ | ------ | ------ | ------ | -- |
| Serie B      | 37    | 21      | 11      | 5       | 5       | 35      | 23      | 21           | 4            | 2            | 15           | 21           | 41           | 42     | 15     | 7      | 20     | 56     | 64     | -8 |

### Statistiche dei giocatori
| Giocatore      | Serie B  | Serie B |
| Giocatore      | Presenze | Reti    |
| -------------- | -------- | ------- |
| G. Antonini    | 20       | 2       |
| C. Baccarini   | 1        | 0       |
| A. Baruzzi     | 26       | 6       |
| A. Biagi       | 28       | 8       |
| B. Borri       | 34       | 0       |
| G. Corradini   | 14       | 3       |
| B. Dal Bon     | 26       | 5       |
| G. Forlani     | 24       | 6       |
| L. Ganassi     | 39       | 4       |
| A. Ivaldi      | 18       | 0       |
| M. Jacopini    | 6        | 0       |
| P. Manfredini  | 19       | -20     |
| L. Marchetti   | 19       | 0       |
| L. Martinelli  | 22       | -42     |
| G. Menozzi     | 25       | 0       |
| A. Montanari   | 34       | 0       |
| A. Panciroli   | 35       | 2       |
| I. Pesaresi    | 16       | 1       |
| L. Saccani     | 15       | 1       |
| G. Scagliarini | 41       | 17      |